# نوشین‌شهر
نوشین‌شهر شهری در بخش نازلو شهرستان ارومیه استان آذربایجان غربی ایران است.
نوشین‌شهر در ۲۵ کیلومتری شهر ارومیه در جادهٔ ارومیه به سلماس قرار دارد. این شهر تا پیش از سال ۱۳۷۵ محل کارخانه قند ارومیه بود و به همین نام شناخته می‌شد. این کارخانه در سال ۱۳۲۸ ساخته شده بود.

## جمعیت
بنابر سرشماری مرکز آمار ایران در سال ۱۳۹۵، جمعیت این شهر برابر با ۸٬۳۸۰ نفر (۲٬۳۱۱ خانوار) بوده است.

## صنایع
چندین گاوداری و مرغداری، کارخانجات تولیدی تصفیه روغن، پنیرسازی، معادن سیمان سفید، سنگ گچ و سیلوی ۵۰۰ هزار تنی گندم و طرح شهرک صنعتی شماره ۳ در کنار دریاچه اورمیه از امکانات صنعتی این شهر است. از دیگر امکانات این شهر می‌توان به تالارهای عروسی، باشگاه‌های بدنسازی و سالن‌های ورزشی اشاره کرد.
این شهر از شمال به مزارع گندم (که به صورت دیم و آبی آبیاری می‌شوند) از جنوب به جلگه رود نازلو چای (که عمدتاً کشاورزی آبی داشته و چغندر، آفتابگردان، کدو و … می‌کارند) ختم می‌شود.
باغ‌های سیب، انگور، گیلاس، هلو، زرد آلو و … در دو سمت شرقی و غربی این شهر وجود دارد که تامین‌کننده نیاز کارخانجات مواد غذایی آن است. تعداد زیادی کارخانه فراورده‌های دامی، غذایی و انواع کمپوت و کنسروسازی در حومه این شهر وجود دارد.